# Genómica estructural

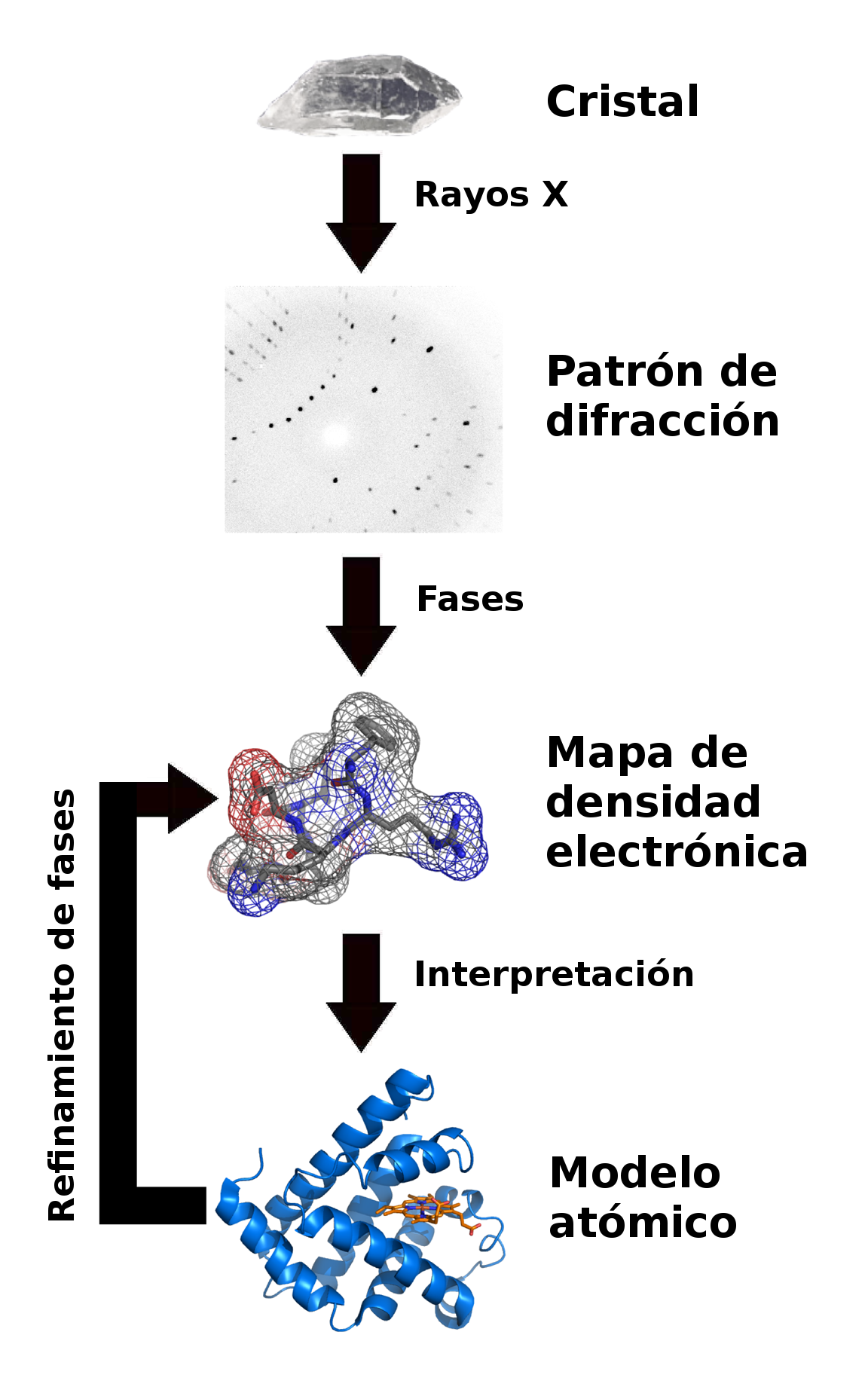
Determinación de una estructura por Cristalografía de rayos X.

La  genómica estructural consiste en la determinación de la conformación tridimensional de todas las proteínas codificadas por un genoma dado, con el propósito de facilitar la caracterización funcional de proteínas basada en su secuencia y la obtención de estructuras desconocidas a partir de proteínas con secuencias homólogas de aminoácidos analizadas con esta técnica. Mientras que la investigación en biología estructural se centra en la obtención y análisis de una proteína o grupo de proteínas aisladas o formando complejos supramoleculares cuya función es, por lo general, conocida, la genómica estructural enfatiza la identificación y descripción de nuevas conformaciones estructurales y pliegues; la predicción de la función, si es desconocida, tiene lugar mediante métodos bioinformáticos. Los grupos de genómica estructura operan a gran escala y las tareas de clonación de ADN, expresión, purificación, determinación y análisis estructural están distribuidas entre varios laboratorios formando centros o consorcios.

## Métodos
El objetivo final es el descubrimiento de nuevas conformaciones tridimiensionales de las moléculas, especialmente útiles para descubrir nuevos mecanismos de actuación, elucidar nuevas estructuras homólogas e identificar nuevas relaciones evolutivas entre genes. La genómica estructural usa la secuencia de un genoma para la determinación de estructuras de varias maneras: por ejemplo, para determinar, conformaciones estructurales asociadas a determinadas secuencias de ADN, o para elaborar modelos basados en la homología entre las secuencias de moléculas conocidas y desconocidas. La genómica estructural se basa también en métodos experimentales, como la cristalografía de rayos X y Resonancia Magnética Nuclear (RMN), para determinar estructuras de novo.

## Consorcios
La determinación a gran escala de miles de estructuras de proteínas precisa de una inversión importante en tecnología y otros recursos y la colaboración de varios laboratorios a nivel nacional o supranacional. Los primeros proyectos de este tipo fueron la Iniciativa para la Estructura de Proteínas (Protein Structure Initiative o PSI), financiada por los Institutos Nacionales de la Salud en los Estados Unidos, la Fábrica de Estructura de Proteínas (Protein Structure Factory) y SPINE en Europa, Protein 3000 y La Iniciativa de Genómica Estructural/Proteómica de RIKEN en Japón. Durante la primera década del siglo XXI se les sumaron otros proyectos, entre los que cabe destacar el Consorcio de Genómica Structural (SGC),  con participación de Canadá, el Reino Unido y Suecia y el programa japonés TANPAKU. La mayoría de estps programas han concentrado sus esfuerzos en la determinación de nuevos plegamientos; En su primera fase, PSI dedicó sus recursos al desarrollo de metodología e instrumentación para facilitar el proceso de determinación de estructuras, mientras que en la segunda fase los esfuerzos se han enfocado en la elucidación de estructuras a gran escala, seleccionando las proteínas de interés mediante herramientas bioinformáticas.

## Resultados e impacto

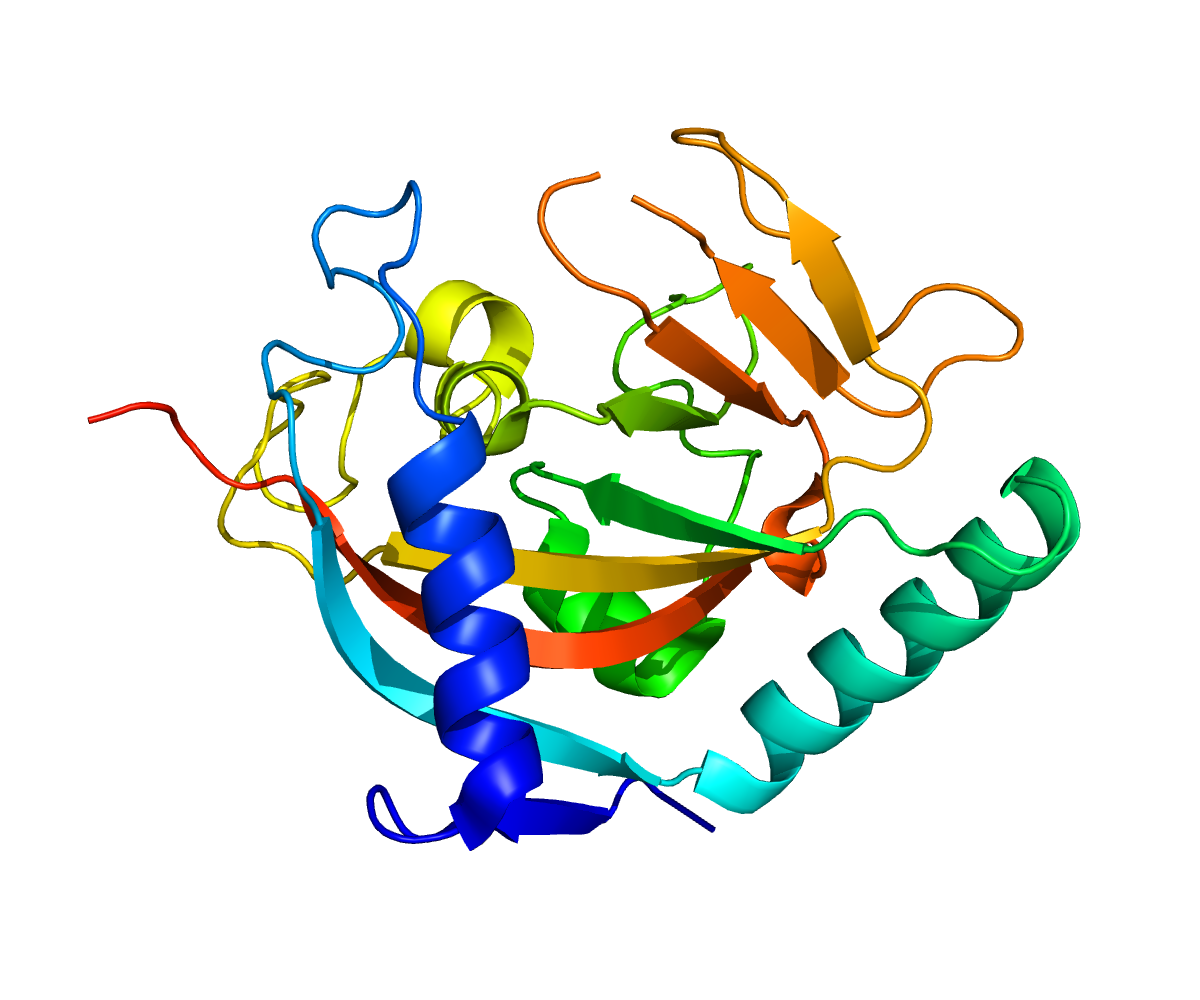
La estructura de la tankirasa, una enzima participante en los procesos de reparación del ADN fue determinada por el SGC en 2007

La genómica estructural ha resultado en un aumento considerable de las estructuras de proteínas conocidas. En 2005, los centros de genómica estructural determinaron, en conjunto, la mitad de las estructuras  depositadas en el Banco de Datos de Proteínas ese año. El impacto en los campos de la biología molecular y celular y la medicina ha aumentado al enfocarse los centros participantes en este tipo de proyectos cada vez más en proteínas con roles biológicos importantes. Por ejemplo, la información funcional obtenida ha resultado en hipótesis para el desarrollo de la resistencia a los medicamentos por organismos patógenos y varias estructuras estudiadas son importantes para el diseño racional de fármacos. Además, los adelantos en las tecnologías para la determinación de estructuras, como en la expresión de proteínas in vitro y el desarrollo de robots para la cristalización y el análisis estructural por rayos X, también han beneficiado a los proyectos de investigación convencionales en el área de biología molecular.
Por otro lado, se ha criticado el alto coste de los proyectos de genómica estructural y su enfoque en el descubrimiento de nuevos plegamientos de las proteínas, que algunos investigadores juzgan como de limitado valor práctico. Aunque la determinación de estructuras por los consorcios de genómica estructural resulta, en promedio, más barata, estos no han superado en este respecto a los laboratorios tradicionales más eficaces. Finalmente, los resultados obtenidos no han tenido la repercusión esperada entre la comunidad científica en general, para lo cual se debe realizar una mejor labor en la integración de la información estructurales con los resultados de análisis funcionales y datos de interacciones entre proteínas.